# Papa Klement
Ukupno su bila četrnaestorica papa imena Klement.
- Klement I. (88. – 98.)
- Klement II. (1046. – 1047.)
- Klement III. (1187. – 1191.)
- Klement IV. (1265. – 1268.)
- Klement V. (1305. – 1314.)
- Klement VI. (1342. – 1352.)
- Klement VII. (1523. – 1534.)
- Klement VIII. (1592. – 1605.)
- Klement IX. (1667. – 1669.)
- Klement X. (1670. – 1676.)
- Klement XI. (1700. – 1721.)
- Klement XII. (1730. – 1740.)
- Klement XIII. (1758. – 1769.)
- Klement XIV. (1705. – 1774.)

Također su postojala dvojica protupapa tog imena.
- Klement III., protupapa (1080. – 1085.)
- Klement VII., protupapa (1378. – 1394.)